# Wolfgang Menzel
Wolfgang Menzel (ur. 21 czerwca 1798 w Wałbrzychu (niem. Waldenburg), zm. 23 kwietnia 1873 w Stuttgarcie) – niemiecki poeta, krytyk i historyk literatury. Autor, między innymi, historii literatury Literaturgeschichte (dwa tomy, 1828, w drugim wydaniu, 1836, rozszerzone do czterech tomów) oraz historii Niemiec Geschichte der Deutschen (3 tomy, 1824–1825). Do jego przyjaciół zaliczali się Karl Ludwig Sand oraz Heinrich Heine.